# 小西本店
有限会社小西本店（英: Konishihonten Co.,Ltd.）は、島根県松江市に本社を置く、味噌を中心とする日本の食品メーカー。

## 概要
創業は嘉永6年（1853年）。山陰を代表する味噌メーカーの一社として知られる。

## 沿革
※出典：
- 1853年（嘉永6年）：創業
- 1949年（昭和24年)：法人化（有限会社小西本店）（法人番号:8280002000830）
- 1957年（昭和32年）：長年に渡り使用してきた商品名の錦味噌の錦の文字を商標登録（日本:商標登録0556202-1）
- 1961年（昭和36年）：松江市浜乃木2-14-30に本社を移転
- 1964年（昭和39年）：山陰地方の民放TV局開局に伴いTVCMを開始[3]
- 1972年（昭和47年）：松江市嫁島町に事務所・倉庫を新設
- 1974年（昭和49年）：漬物・筍缶詰製造事業を閉鎖し、味噌事業に一本化
- 2022年（令和4年）：株式会社なかたかとのコラボレーションによる松江ラーメン濃厚みそ味を発売[4]

## CM
1868年頃に作られた軍歌・行進曲である、宮さん宮さん（みやさんみやさん）の替え歌を使用したアニメーションCMを山陰地区民放テレビ局（山陰中央テレビジョン放送、日本海テレビ、山陰放送）で放送。
ラジオ版のCMはヒップホップ調にアレンジした曲が使用されている。

## 主な商品

### 生みそ
- 錦味噌米糀入
- 錦味噌すりみそ
- 錦味噌赤だし
- 錦味噌白みそ
- 錦味噌赤みそ

### コラボレーション
- 松江ラーメン濃厚みそ味 - 島根県松江市で製麺を営む株式会社なかたかとの協業で開発。